# TommyInnit
Томас Симонс (енгл. Thomas Simons; Нотингем, 9. април 2004), познатији као TommyInnit, енглески је јутјубер и Twitch стример. Он производи видео снимке и стримове уживо у вези са Minecraftom-ом, укључујући сарадњу са колегама Јутјуберима и стримерима у Dream SMP-у.   Придруживање Dream SMP-у довело је до повећања популарности његових YouTube и Twitch канала.  Према подацима дана 24. априла 2023. године, његових једанаест YouTube канала заједно је достигло преко 27.74 милиона претплатника и преко 2.82 милијарде прегледа. док су његова два Twitch канала достигла преко 9.02 милиона пратилаца, што га чини најпраћенијим Minecraft каналом на Twitch-у,  као и укупно 16. најпраћенијим.  

## Рани живот
Томас Симонс   рођен је у Нотингему, у Енглеској  9. априла 2004, године.  Током средње школе, варао је на неким од сопствених лажних испита. Епидемија коронавируса довела је до тога да се ове оцене рачунају као његове званичне оцене GCSE-a, као и да се неке од његових нижих оцена заокружују на знатно више. 

## Каријера

### YouTube
Симонс је направио свој први YouTube канал, Channelnutpig, 15. фебруара 2013. године,  док је други свој канал TommyInnit 24. децембра 2015.  Свој први видео је поставио на свој TommyInnit канал у септембру 2018.  Обично поставља видео записе који се састоје од њега како игра Minecraft.
Симонс је 6. августа 2019. године поставио свој први видео који се односи на SkyBlock, мини игру на Minecraft серверу Hypixel.  4. јула 2020. године, придружио се Dream SMP-у,   Minecraft серверу усмереном на играње улога, који води јутјубер Dream. 
1. априла 2021. године, Симонс је направио нови YouTube канал, под својим именом,  на који је поставио први видео два месеца касније. 

### Twitch
Симонс је почео да стримује на Twitch-у крајем 2018. године, где редовно емитује Minecraft и „само четовање “.
20. јануара 2021. године, Симонс је уживо емитовао финале Dream SMP-а, под називом The Dream SMP Finale, које је достигло преко 650.000 гледалаца, што га чини трећим највећим бројем истовремених гледалаца свих времена на Twitchu-у, претекавши Нинџину сарадњу са Fortnite-ом са репером Дрејком.    Његови подухвати за стриминг би му тада донели два Гинисова светска рекорда,  тврдио је уз помоћ креатора садржаја Џека Велша за „већину гледалаца Minecraft стрима уживо на Twitch-у“ и „најпраћенији Minecraft канал на Twitch-у“.
Дана 1. јула 2022, Симонс је извео специјалну представу уживо у Брајтон Дому, под називом  TommyInnit & Friends.  Представа је укључивала многе друге популарне интернет личности, укључујући DanTDM, Jacksepticeye, JackManifoldTV, Nihachu и друге,  као и признање Technoblade-у,  чија је смрт објављена раније истог дана.   
4. августа 2022. године, Симонс је најавио књигу коју је писао са колегом на YouTube-у и Тwitch стримером Вилбуром Сутом под називом TommyInnit Says... The Quote Book.  Књига је објављена 13. октобра 2022. године Сав новац од продаје књиге донира се добротворним организацијама за заступање саркома у част Симонсовог и Голдовог покојног пријатеља Техноблејда  коме је књига такође била посвећена. 
Од 7. до 24. јуна 2023. године, Симонс је извео представу уживо широм Велике Британије, под називом TommyInnit: Annoying At First, са колегама креаторима садржаја JackManifoldTV и Badlinu.  Почетком маја 2023, као надоградња своје предстојеће турнеје, Симонс је одржао једнократну скеч комедију на Олд Маркету у Хоуву, Енглеска.    Од 12. марта до 15. априла 2024. године, Симонс ће наступати на различитим локацијама широм Сједињених Америчких Држава. 

## Лични живот
Симонс живи у Брајтону од јануара 2022. године, а раније је живео у Нотингему.
19. новембра 2022. године, Симонс је објавио видео на свом главном YouTube каналу, најављујући публици да има девојку. Њено лице и право име нису откривени. Она је, уместо тога, добила надимак "Ем".  6. маја 2023. године, Симонс је поставио видео под насловом „Minecraft, али лице моје девојке се открива...“, у којем је откривено лице и право име његове девојке, Моли. 

## Награде и номинације
| Година | Награда            | Категорија                | Резултат | Ref.   |
| ------ | ------------------ | ------------------------- | -------- | ------ |
| 2022   | Стримерска награда | Најбољи Minecraft Стример | Освојено | [ 38 ] |

| Публикација            | Година | Светски рекорд                                      | Р. Статус | Ref.  |  |
| ---------------------- | ------ | --------------------------------------------------- | --------- | ----- |  |
| Гинисов светски рекорд | 2021   | Већина гледалаца Minecraft стрима уживо на Twitch-у | Рекорд    | [ 4 ] |  |
| Гинисов светски рекорд | 2021   | Најпраћенији Minecraft канал на Twitch-у            | Рекорд    | [ 4 ] |  |

## Филмографија

### Спот
| Година | Наслов  | Уметници              | Улога            | Ref.   |
| ------ | ------- | --------------------- | ---------------- | ------ |
| 2021   | Inferno | Суб Урбан и Бела Порч | Дечак са звонцем | [ 39 ] |

## Турнеје
- TommyInnit: Annoying at First (2023) [31]